# 衝撃波管

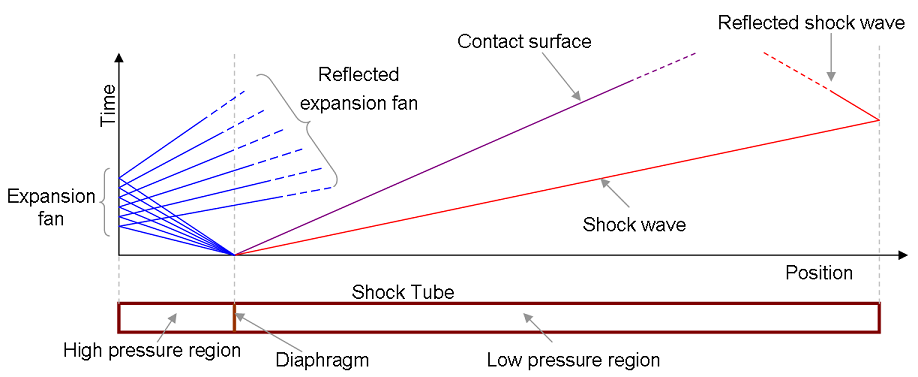
衝撃波管の模式図。それぞれの直線（群）は、隔膜が破れた後に生じる各種の波（群）を示す。

衝撃波管（しょうげきはかん、ショックチューブ、英: shock tube）は、管内に発生する衝撃波を利用して、主として気相中の燃焼反応を研究するための実験装置である。衝撃波管およびショックトンネルなどの類似装置は、他の実験装置ではデータを得ることが困難であるような、広範な温度・圧力範囲に渡る流体力学研究にも使用することができる。

## 原理
単純な衝撃波管は、ステンレス鋼などの金属製の管であり、内部には2 - 3気圧程度の高圧ガスと、50 mmHg程度の低圧ガスとが入れられ、これらはポリエチレンテレフタラート等でできた隔膜（ダイアフラム diaphragm）によって仕切られている。高圧ガスは driver gas（ドライバ・ガス、駆動ガス）として知られる。一方の低圧ガスは driven gas（ドリヴン・ガス、被駆動ガス）と呼ばれ、これが衝撃波にさらされることになる。これに伴って、管内のそれぞれの部分はそれぞれドライバ・セクション、ドリヴン・セクションと呼ばれる。高圧部と低圧部のガスは管の各部分にガスの供給ラインから注入されるか、あるいは大気圧よりも低い圧力がよければ真空ポンプによって吸引されて、望みの圧に調節される。これらのガスの組成は同じである必要は無い。
隔膜は高圧部と低圧部の圧力差に耐えるだけの強度が必要であるが、良い実験結果を得るためにはきれいに破れなければならない。隔膜を破る方法は主に以下の3つである。  
- 電気、油圧、空気圧、またはばねによって撃針 (plunger) を作動させ、撃針の先で隔膜を破る方法。ただし、この方法は少々複雑な仕組みとなる。
- 規定の圧力差に達したら破裂するように調整された、深さを調節した十字形のミシン目の入ったアルミニウムディスク等を隔膜に使う方法。
- 高圧ガスとして引火性混合気を用い、規定の圧力に達したら点火して、爆発による急激な圧力上昇によって隔膜を破る方法。このように設計された衝撃波管は combustion driver と呼ばれる。

隔膜が瞬間的に破られると衝撃波（圧縮波、compression wave）が発生し、高圧部から低圧部に向かって移動し、入射衝撃波として知られる、急勾配の衝撃波面を形成する。この衝撃波は低圧ガスの温度と圧力を急激に上昇させ、衝撃波と同じ方向に向かうガスの流れを作り出す（ただしこの流速は衝撃波の移動速度よりも遅い）。 同時に、膨張波（rarefaction wave, 希薄波あるいは expansion fan 膨張扇とも）が高圧ガス側へと進行していく。実験の対象である低圧側のガスと、高圧ガスとを隔てる円形の断面は接触面と呼ばれ、衝撃波面の背後を追うように急速に移動する。
入射衝撃波がいったん衝撃波管の端（図では右端）まで到達すると、既にある程度加熱された（元低圧）ガスに向かって反射し、いっそうの温度・圧力・密度の上昇をもたらす。このように効果的に高温かつ高圧の反応帯を作り出すことができる。この反応は反射衝撃波を吸収する「ダンプタンク (dump tank)」を用いれば急激に冷却することができる。こうしてできた気体のサンプルは採取され、分析される。

## 応用
衝撃波管は、このような高温・高圧下での気体サンプルの研究以外にも、数々の燃焼工学や流体力学の研究に利用されている。たとえば、隔膜を破るよりも前に、固体微粒子を衝撃波管の低圧ガス側（ドリヴン・セクション）に注入することがしばしば行われる。衝撃波による急激な温度・圧力上昇の結果、微粒子は燃焼反応を起こすが、圧力トランスデューサや分光器により集めたデータを用いてこの反応を解析することができる。
流体力学の実験について言えば、衝撃波後方に誘起されるドリヴン・ガスの流れをあたかも風洞のように使うことが行なわれている。衝撃波管によって、通常の風洞では達成できないような高温・高圧流れの研究が可能となっている。たとえば、ガスタービンエンジンのタービン・セクションの諸条件の模擬が可能である。ただし、実験の継続時間は限定される。すなわち、対象物を衝撃波が通過してから、接触面か端面からの反射波かのいずれかが到達するまでの数ミリ秒間である。
流体力学実験に利用すべくさらに進化した装置はショックトンネル (shock tunnel) と呼ばれ、管の端とその先のダンプ・タンクとの間にノズルが設けられている。衝撃波が管の端から反射する際、高温・高圧の領域が形成されるが、ダンプ・タンクはほとんど真空に近い低圧になっているため、この間におかれたノズルの両端には非常に大きな圧力勾配が生じることとなり、ノズル直後に設けたテスト・セクションには非常に高温の極超音速流れが形成される。これを用いて、宇宙機や極超音速輸送機の大気圏再突入のような条件を再現することが可能となる。ただし、テスト時間はやはりミリ秒のオーダーに制限されてしまう。